# Lapte acru

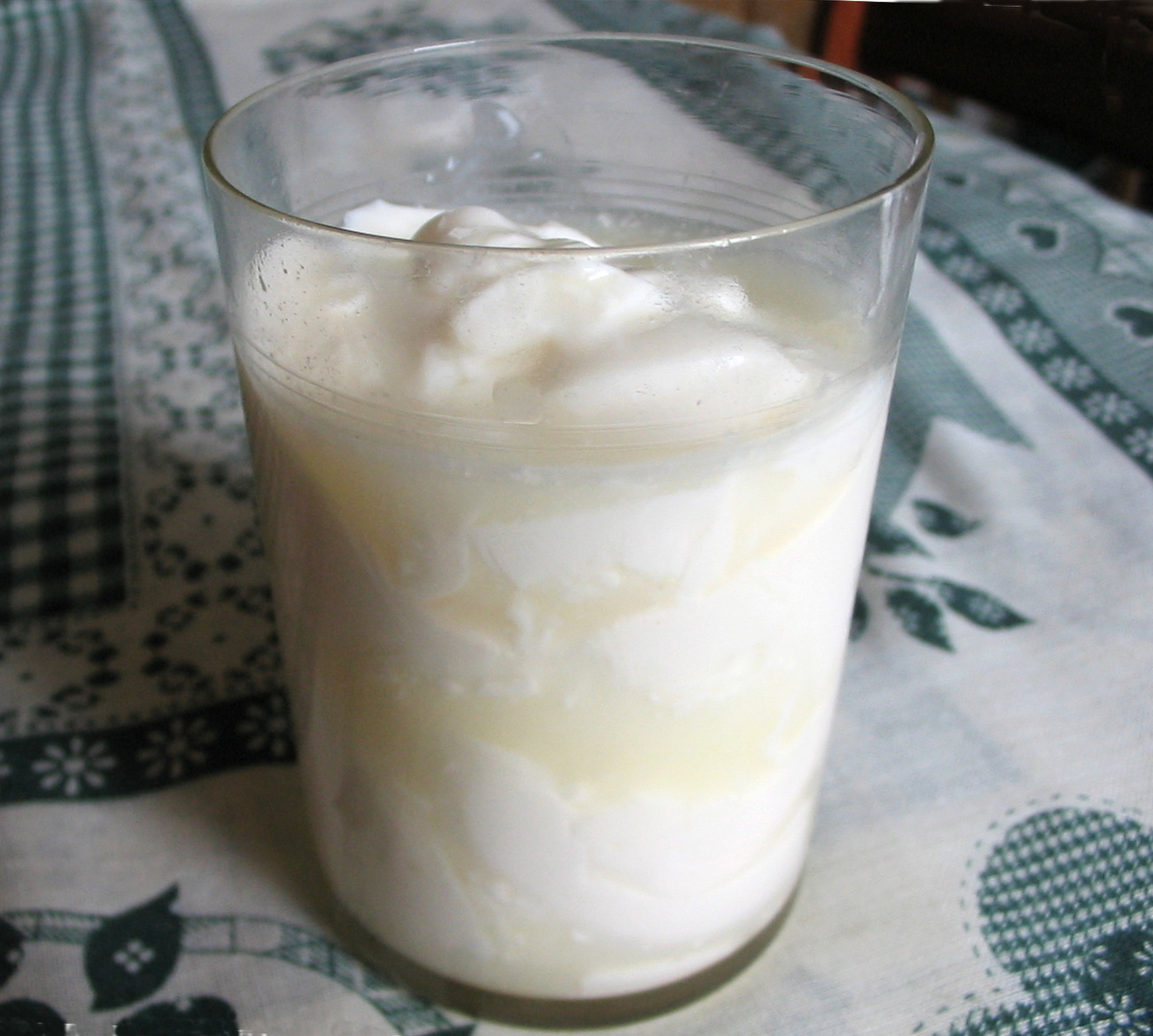
Un pahar cu lapte acru.

Laptele acru este un produs lactat care se obține prin acidificarea laptelui în urma fermentării lactice a lacozei prin diferite bacterii.
Laptele acru se poate consuma direct și de astfel este produsul de ieșire pentru quark și brânză din lapte acru.
Se consuma preferit de oameni cu intoleranță de lactoză.